# ABF’s – Allerbeste Freunde
ABF’s – Allerbeste Freunde (engl. Titel: Best Friends Forever) ist die vierte Folge der neunten Staffel und damit die 129. Episode der Serie South Park. Der Plot der Episode dreht sich um Terri Schiavo und gewann im Jahre 2005 den Primetime Emmy Award in der Kategorie „Bestes animiertes Programm (weniger als eine Stunde)“.

## Handlung
Die Folge beginnt damit, dass Eric Cartman seine Mutter weckt und sie dazu überredet, noch vor Schulbeginn mit ihm in den Spielzeugladen zu fahren, um eines der ersten Exemplare der neu erscheinenden PSP zu ergattern, die ab 7 Uhr dieses Tages erhältlich sein soll. Am Geschäft angekommen, muss Cartman allerdings feststellen, dass sich bereits eine riesige Schlange gebildet hat und der Erste – sein Freund Kenneth McCormick („Kenny“) – schon seit Freitag ansteht. Cartman muss sich hinten anstellen und bekommt – im Gegensatz zu Kenny – keine PSP ab.
Auf der PSP spielt Kenny unentwegt und sehr erfolgreich das Spiel „Himmel gegen Hölle“ (engl.: „Heaven vs. Hell“). Während des Spielens läuft er unachtsam auf die Straße vor seinem Haus. Als er gerade Level 60 erreicht hat, wird er von einem Eiswagen – dessen Fahrer ebenfalls in diesem Moment „Himmel gegen Hölle“ spielt – überrollt und tödlich verletzt. Kenny bzw. seine Seele steigt in den Himmel auf. Dort angekommen, wird er von Petrus darüber aufgeklärt, dass sein Tod kein Zufall war und dass Satan einen Angriff auf die Himmelspforte plant. Da die Himmelsarmee weit in der Unterzahl sei (Zehntausend Himmelskrieger zu 10 Milliarden Krieger Satans), habe Gott die PSP kreiert, um unter den Menschen denjenigen zu finden, der die strategischen Fähigkeiten besitze, Satans Armee zu besiegen. Und da Kenny der einzige Mensch sei, der bei „Himmel gegen Hölle“ Level 60 erreicht habe, sei er auserwählt, die Himmelsarmee gegen Satan in die Schlacht zu führen.

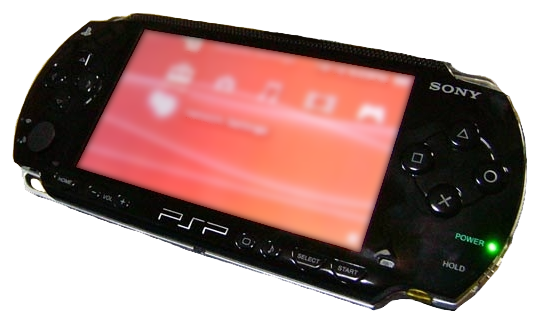
Auf der PlayStation Portable spielt Kenny „Himmel gegen Hölle“

Bei einer Besprechung wird Kenny vom Erzengel Michael in die strategische Lage und seine Rolle in dieser Schlacht eingewiesen („Kurz gesagt, Kenny: du bist Keanu Reeves!“). Als ihm gerade erklärt wurde, wie er die Himmelsarmee zu befehligen hat (mittels einer goldenen PSP, genau so wie im Spiel) und die Nachricht eintrifft, dass die Höllenarmee in Marsch gesetzt wurde, gelingt es den Ärzten in der irdischen Welt, nach fast einem Tag, Kenny wiederzubeleben. Dadurch wird er bzw. seine Seele dem Himmel wieder entrissen. Der Arzt erklärt Kennys Eltern, dass alle Organe ihres Sohnes einwandfrei funktionierten, dass sie aber nicht mit ihm reden könnten und er künstlich ernährt werden müsse, da er sich, aufgrund abgestorbener Gehirnzellen, in einem anhaltend vegetativen Zustand („wie eine Tomate“) befinde (siehe auch Koma). Seine Seele sei aber immer noch hier („fast möchte ich sagen: in seinem Körper gefangen“). Im Himmel ist man erbost über Kennys Reanimation und künstliche Ernährung, da sie gegen die Natur bzw. den Willen Gottes sei.
Währenddessen sitzen Kennys beste Freunde Stanley Marsh („Stan“), Kyle Broflovski und Eric Cartman bei der Verlesung von Kennys Testament. Darin vermacht dieser seinen gesamten Besitz an Kyle und Stan. Cartman bekommt die PSP zugesprochen. Als der Anwalt zum Schluss Kennys Wünsche bezüglich lebenserhaltender Maßnahmen vorlesen will, stellt er fest, dass er die letzte Seite verlegt hat.
Als Kennys Freunde erfahren, dass dieser noch nicht verstorben ist, ist Cartman schockiert – schließlich fällt die PSP erst mit Kennys Ableben an ihn. Cartman gelingt es, mittels einer ABF-Kette (ABF – „Allerbeste Freunde“, engl. B.F.F. „Best Friends Forever“), ein Gericht davon zu überzeugen, dass er die Instanz sei, die darüber zu entscheiden habe, ob Kenny künstlich am Leben erhalten wird oder nicht. Da er behauptet, Kenny hätte ihm gegenüber den Wunsch geäußert, in solch einem Fall nicht künstlich am Leben erhalten werden zu wollen, lässt das Gericht – gegen den Willen der Eltern – das Entfernen der Magensonde anordnen. Stan und Kyle, die Cartmans Plan durchschaut haben, beschließen zur Presse zu gehen, um zu erreichen, dass die Magensonde wieder eingesetzt wird.
Wie zu erwarten bricht eine allgemeine Kontroverse um Kennys Fall aus. Auf der einen Seite, um Eric Cartman, stehen die Anhänger des „ABF-Modells“, die wollen, dass man Kenny sterben lässt, weil eben sein vermeintlicher ABF genau das will und die ABF-Kettchen sonst vollkommen sinnlos würden. Auf der anderen Seite, um Kyle und Stan, stehen diejenigen, die nicht wollen, dass Kenny „getötet“ wird, weil durch das Entfernen der Magensonde Gott gespielt würde. Während die Demonstranten beider Lager sich in Kennys Krankenzimmer gegenüberstehen und das Ganze gerade live im Fernsehen übertragen wird, betritt Kennys Anwalt die Szene und verliest die inzwischen wieder aufgetauchte, letzte Seite des Testaments:

„Sollte ich je ins Koma fallen und an lebenserhaltende Maschinen angeschlossen sein: bitte zeigt mich, um alles in der Welt, in diesem miserablen Zustand bloß nicht im Fernsehen!“

Kyle und Stan erkennen, dass sie zu weit gegangen sind, dass Cartman Recht hatte, „aus den falschen Gründen“, und sie im Unrecht waren, „aus den richtigen Gründen“. Sie beschließen Kenny sterben zu lassen.
Kenny trifft, gerade rechtzeitig zur Schlacht, im Himmel ein. Als Satan bemerkt, dass er die Himmelsarmee nicht besiegen kann, befiehlt er den Rückzug. Kenny, der das gesamte Universum vor den Mächten des Bösen gerettet hat, bekommt zum Lohn eine goldene Keanu-Reeves-Statue überreicht.